# Campeonato Mundial de Atletismo em Pista Coberta de 1995
O Campeonato Mundial de Atletismo em Pista Coberta de 1995 foi a 6ª edição da competição, e ocorreu entre 10 e 12 de março de 1995 no Palau Sant Jordi em Barcelona, Espanha.

## Medalhistas

### Masculino
| Evento                      | Ouro                                                                 | Ouro      | Prata                                                              | Prata     | Bronze                                                              | Bronze    |
| 60m detalhes                | CAN Bruny Surin                                                      | 6s46      | GBR Darren Braithwaite                                             | 6s51      | CAN Robert Esmie                                                    | 6s55      |
| 200m detalhes               | NOR Geir Moen                                                        | 20s58     | BER Troy Douglas                                                   | 20s94     | CHI Sebastián Keitel                                                | 20s98     |
| 400m detalhes               | USA Darnell Hall                                                     | 46s17     | NGR Sunday Bada                                                    | 46s38     | RUS Mikhail Vdovin                                                  | 46s65     |
| 800m detalhes               | JAM Clive Terrelonge                                                 | 1m47s30   | KEN Benson Koech                                                   | 1m47s51   | CZE Pavel Soukup                                                    | 1m47s74   |
| 1500m detalhes              | MAR Hicham El Guerrouj                                               | 3m44s54   | ESP Mateo Cañellas                                                 | 3m44s85   | USA Erik Nedeau                                                     | 3m44s91   |
| 3000m detalhes              | ITA Gennaro Di Napoli                                                | 7m50s89   | ESP Anacleto Jiménez                                               | 7m50s98   | MAR Brahim Jabbour                                                  | 7m51s42   |
| 60m com barreiras detalhes  | USA Allen Johnson                                                    | 7s39      | USA Courtney Hawkins                                               | 7s41      | GBR Tony Jarrett                                                    | 7s42      |
| 4x400m detalhes             | USA Estados Unidos Rod Tolbert Calvin Davis Tod Long Frankie Atwater | 3:07.37   | ITA Itália Fabio Grossi Andrea Nuti Roberto Mazzoleni Ashraf Saber | 3:09.12   | JPN Japão Masayoshi Kan Seiji Inagaki Tomonari Ono Hiroyuki Hayashi | 3:09.73   |
| Salto em distância detalhes | CUB Iván Pedroso                                                     | 8,51 m    | SWE Mattias Sunneborn                                              | 8,20 m    | USA Erick Walder                                                    | 8,14 m    |
| Salto triplo detalhes       | BER Brian Wellman                                                    | 17,72 m   | CUB Yoelvis Quesada                                                | 17,62 m   | FRA Serge Hélan                                                     | 17,06 m   |
| Salto em altura detalhes    | CUB Javier Sotomayor                                                 | 2,38 m    | GRE Lambros Papakostas                                             | 2,35 m    | USA Tony Barton                                                     | 2,32 m    |
| Salto com vara detalhes     | UKR Sergey Bubka                                                     | 5,90 m    | KAZ Igor Potapovich                                                | 5,80 m    | RSA Okkert Brits GER Andrej Tiwontschik                             | 5,75 m    |
| Arremesso de peso detalhes  | FIN Mika Halvari                                                     | 20,74 m   | USA C.J. Hunter                                                    | 20,58 m   | YUG Dragan Perić                                                    | 20,36 m   |
| Heptatlo detalhes           | FRA Christian Plaziat                                                | 6246 pts. | CZE Tomáš Dvořák                                                   | 6169 pts. | SWE Henrik Dagård                                                   | 6142 pts. |

### Feminino
| Evento                      | Ouro                                                                                | Ouro      | Prata                                                                         | Prata     | Bronze                                                                   | Bronze    |
| 60m detalhes                | JAM Merlene Ottey                                                                   | 6s97      | GER Melanie Paschke                                                           | 7s10      | USA Carlette Guidry                                                      | 7s11      |
| 200m detalhes               | AUS Melinda Gainsford                                                               | 22s64     | BAH Pauline Davis-Thompson                                                    | 22s68     | RUS Natalya Pomoshchnikova-Voronova                                      | 23s01     |
| 400m detalhes               | RUS Irina Privalova                                                                 | 50s23     | JAM Sandie Richards                                                           | 51s38     | BUL Daniela Georgieva                                                    | 51s78     |
| 800m detalhes               | MOZ Maria de Lurdes Mutola                                                          | 1m57s62   | RUS Yelena Afanasyeva                                                         | 1m59s79   | SUR Letitia Vriesde                                                      | 2m00s36   |
| 1500m detalhes              | USA Regina Jacobs                                                                   | 4m12s61   | POR Carla Sacramento                                                          | 4m13s02   | ESP Maite Zúñiga                                                         | 4m16s63   |
| 3000m detalhes              | ROU Gabriela Szabo                                                                  | 8m54s50   | USA Lynn Jennings                                                             | 8m55s23   | USA Joan Nesbit                                                          | 8m56s08   |
| 60m com barreiras detalhes  | CUB Aliuska López                                                                   | 7s92      | KAZ Olga Shishigina                                                           | 7s92      | SLO Brigita Bukovec                                                      | 7s93      |
| 4x400m detalhes             | RUS Rússia Tatyana Chebykina Yelena Ruzina Yekaterina Kulikova Svetlana Goncharenko | 3:29.29   | CZE Chéquia Nadia Kostoválová Helena Dziurová Hana Benešová Ludmila Formanová | 3:30.27   | USA Estados Unidos Nelrae Pasha Tanya Dooley Kim Graham Flirtisha Harris | 3:31.43   |
| Salto em distância detalhes | RUS Lyudmila Galkina                                                                | 6,95 m    | RUS Irina Mushayilova                                                         | 6,90 m    | GER Susen Tiedtke                                                        | 6,90 m    |
| Salto triplo detalhes       | RUS Yolanda Chen                                                                    | 15,03 m   | BUL Iva Prandzheva                                                            | 14,71 m   | CHN Ren Ruiping                                                          | 14,37 m   |
| Salto em altura detalhes    | GER Alina Astafei                                                                   | 2,01 m    | SLO Britta Bilač                                                              | 1,99 m    | GER Heike Henkel                                                         | 1,99 m    |
| Arremesso de peso detalhes  | GER Kathrin Neimke                                                                  | 19,40 m   | USA Connie Price-Smith                                                        | 19,12 m   | GER Grit Hammer                                                          | 19,02 m   |
| Pentatlo detalhes           | RUS Svetlana Moskalets                                                              | 4834 pts. | USA Kym Carter                                                                | 4632 pts. | RUS Irina Tyukhay                                                        | 4622 pts. |

## Quadro de medalhas
| Ordem | País           |    |    |    |    |
| 1     | Rússia         | 5  | 2  | 3  | 10 |
| 2     | Estados Unidos | 4  | 5  | 6  | 15 |
| 3     | Cuba           | 3  | 1  |    | 4  |
| 4     | Alemanha       | 2  | 1  | 4  | 7  |
| 5     | Jamaica        | 2  | 1  |    | 3  |
| 6     | Bermudas       | 1  | 1  |    | 2  |
|       | Itália         | 1  | 1  |    | 2  |
| 8     | Canadá         | 1  |    | 1  | 2  |
|       | França         | 1  |    | 1  | 2  |
|       | Marrocos       | 1  |    | 1  | 2  |
| 11    | Austrália      | 1  |    |    | 1  |
|       | Finlândia      | 1  |    |    | 1  |
|       | Moçambique     | 1  |    |    | 1  |
|       | Noruega        | 1  |    |    | 1  |
|       | Roménia        | 1  |    |    | 1  |
|       | Ucrânia        | 1  |    |    | 1  |
| 17    | Chéquia        |    | 2  | 1  | 3  |
|       | Espanha        |    | 2  | 1  | 3  |
| 19    | Cazaquistão    |    | 2  |    | 2  |
| 20    | Bulgária       |    | 1  | 1  | 2  |
|       | Eslovénia      |    | 1  | 1  | 2  |
|       | Suécia         |    | 1  | 1  | 2  |
|       | Grã-Bretanha   |    | 1  | 1  | 2  |
| 24    | Bahamas        |    | 1  |    | 1  |
|       | Grécia         |    | 1  |    | 1  |
|       | Quénia         |    | 1  |    | 1  |
|       | Nigéria        |    | 1  |    | 1  |
|       | Portugal       |    | 1  |    | 1  |
| 29    | Chile          |    |    | 1  | 1  |
|       | China          |    |    | 1  | 1  |
|       | Japão          |    |    | 1  | 1  |
|       | África do Sul  |    |    | 1  | 1  |
|       | Suriname       |    |    | 1  | 1  |
|       | Iugoslávia     |    |    | 1  | 1  |
| TOTAL | TOTAL          | 27 | 27 | 28 | 82 |

Legenda
| Recorde mundial       | Recorde mundial (World record)               |                       | Recorde africano                      | Recorde africano (African) |                                           | Q | Classificado por posição (Qualified) |
| Recorde do campeonato | Recorde do campeonato (Championship record)  | Recorde da América    | Recorde da América (Americas)         | q                          | Classificado por melhor tempo (Qualified) |   |                                      |
| Melhor marca do ano   | Melhor marca do ano (World leading)          | Recorde asiático      | Recorde asiático (Asian)              | DNS                        | Não largou (Did not start)                |   |                                      |
| Recorde nacional      | Recorde nacional (National record)           | Recorde europeu       | Recorde europeu (European)            | DNF                        | Não terminou (Did not finish)             |   |                                      |
| Recorde pessoal       | Recorde pessoal do atleta (Personal best)    | Recorde da Oceania    | Recorde da Oceania (Oceania)          | DSQ / DQ                   | Desclassificado (Disqualified)            |   |                                      |
| Recorde da temporada  | Recorde da temporada do atleta (Season best) | Recorde sul-americano | Recorde sul-americano (South America) | NM                         | Sem marca (No mark)                       |   |                                      |